# Oospila rosipara
Oospila rosipara là một loài bướm đêm trong họ Geometridae.